# Sowjetarmee-Pokal 1965/66
Der Sowjetarmee-Pokal 1965/66 war die 26. Austragung des Pokalwettbewerbs im Fußball in Bulgarien. Pokalsieger wurde FD Slawia Sofia. Das Team setzte sich im Finale gegen Titelverteidiger ZSKA Tscherweno sname Sofia durch. Durch den Sieg qualifizierte sich Slawia für den Europapokal der Pokalsieger 1966/67.

## Modus
In allen Runden wurden die Begegnungen in einem Spiel entschieden. Bei unentschiedenem Ausgang wurde der Sieger im Elfmeterschießen ermittelt. Wenn nach jeweils acht Elfmetern kein Sieger feststand, wurde gelost.

## Teilnehmer
| - Arda Kardschali - FC Balkan Botewgrad - Benkowski Isperich - DFS Beroe Stara Sagora - Botew Blagoewgrad - ASK Botew Plowdiw - FC Botew Wraza - Dobrudscha Tolbuchin | - Dorostol Silistra - FD Dunaw Russe - Etar Weliko Tarnowo - Gorubso Madan - Lewski Kjustendil - FD Lewski Sofia - Lokomotive Burgas - FD Lokomotive Sofia | - DFS Lokomotive Plowdiw - DFS Marek Stanke Dimitrow - Mariza Plowdiw - Minjor Pernik - Minjor Wraza - Rosowa Dolina Kasanlak - Septemwrijska Slawa Michailowgrad - FD Slawia Sofia | - AFD Sliwen - DFS Spartak Plewen - DFS Spartak Plowdiw - Spartak Sofia - Spartak Warna - Botew Burgas - SD Tscherno More Warna - ZSKA Tscherweno sname Sofia |

## 1. Runde
| Datum      |                             | Ergebnis              |                                   |
| ---------- | --------------------------- | --------------------- | --------------------------------- |
| 25.12.1965 | Spartak Sofia               | 1:0                   | DFS Pirin Blagoewgrad             |
| 25.12.1965 | FD Lokomotive Sofia         | 3:0                   | FC Balkan Botewgrad               |
| 26.12.1965 | FD Lewski Sofia             | 3:1                   | Benkowski Isperich                |
| 26.12.1965 | Rosowa Dolina Kasanlak      | 1:3                   | FC Botew Wraza                    |
| 26.12.1965 | ASK Botew Plowdiw           | 5:4                   | Mariza Plowdiw                    |
| 26.12.1965 | Dobrudscha Tolbuchin        | 3:2                   | SD Tscherno More Warna            |
| 26.12.1965 | Gorubso Madan               | 0:1                   | DFS Lokomotive Plowdiw            |
| 26.12.1965 | Arda Kardschali             | 1:1 (3:4 i. E.)       | DFS Spartak Plowdiw               |
| 26.12.1965 | Minjor Wraza                | 3:2                   | DFS Spartak Plewen                |
| 26.12.1965 | DFS Beroe Stara Sagora      | 2:0                   | Lokomotive Burgas                 |
| 26.12.1965 | Minjor Pernik               | 1:2                   | DFS Marek Stanke Dimitrow         |
| 26.12.1965 | Etar Weliko Tarnowo         | 2:1                   | Spartak Warna                     |
| 26.12.1965 | ZSKA Tscherweno sname Sofia | 6:0                   | Lewski Kjustendil                 |
| 26.12.1965 | AFD Sliwen                  | 2:3                   | Botew Burgas                      |
| 26.12.1965 | FD Slawia Sofia             | 4:1                   | Septemwrijska Slawa Michailowgrad |
| 26.12.1965 | Dorostol Silistra           | (L)1:1(L) (8:8 i. E.) | FD Dunaw Russe                    |

## Achtelfinale
| Datum      |                             | Ergebnis        |                           |
| ---------- | --------------------------- | --------------- | ------------------------- |
| 26.06.1966 | FD Lewski Sofia             | 0:0 (4:3 i. E.) | Etar Weliko Tarnowo       |
| 26.06.1966 | Spartak Sofia               | 5:0             | Dorostol Silistra         |
| 26.06.1966 | FD Slawia Sofia             | 1:0             | Dobrudscha Tolbuchin      |
| 26.06.1966 | DFS Spartak Plowdiw         | 1:1 (4:3 i. E.) | FC Botew Wraza            |
| 26.06.1966 | DFS Beroe Stara Sagora      | 5:1             | DFS Marek Stanke Dimitrow |
| 26.06.1966 | ZSKA Tscherweno sname Sofia | 2:0             | Minjor Wraza              |
| 26.06.1966 | FD Lokomotive Sofia         | 4:2             | Botew Burgas              |
| 26.06.1966 | DFS Lokomotive Plowdiw      | 3:3 (4:3 i. E.) | ASK Botew Plowdiw         |

## Viertelfinale
| Datum      |                             | Ergebnis        |                        |
| ---------- | --------------------------- | --------------- | ---------------------- |
| 13.08.1966 | FD Slawia Sofia             | 6:1             | DFS Spartak Plowdiw    |
| 14.08.1966 | FD Lokomotive Sofia         | 3:2             | FD Lewski Sofia        |
| 14.08.1966 | Spartak Sofia               | 3:3 (4:2 i. E.) | DFS Lokomotive Plowdiw |
| 17.08.1966 | ZSKA Tscherweno sname Sofia | 3:1             | DFS Beroe Stara Sagora |

## Halbfinale
| Datum      |                             | Ergebnis |                     |
| ---------- | --------------------------- | -------- | ------------------- |
| 25.08.1966 | FD Slawia Sofia             | 2:1      | Spartak Sofia       |
| 25.08.1966 | ZSKA Tscherweno sname Sofia | 1:0      | FD Lokomotive Sofia |

## Finale
| Paarung                     | FD Slawia Sofia – ZSKA Tscherweno sname Sofia |
| Ergebnis                    | 1:0 (1:0) |
| Datum                       | 10. September 1966 |
| Stadion                     | Wassil-Lewski-Stadion, Sofia |
| Zuschauer                   | 25.000 |
| Schiedsrichter              | Kostadin Dinow |
| Tore                        | 1:0 Aleksandar Wassilew (3.) |
| FD Slawia Sofia             | Simeon Simeonow – Aleksandar Schalamanow, Dimitar Kostow, Stojan Aleksiew – Petar Petrow, Iwan Dawidow, Ljuben Tasew (75. Michail Mischew), Emanuil Manolow – Georgi Charalampiew, Stojan Wraschew, Aleksandar Wassilew Cheftrainer: Dobromir Taschkow |
| ZSKA Tscherweno sname Sofia | Jordan Filipow – Iwan Wassilew, Boris Gaganelow , Christo Marintschew – Dimitar Penew, Boris Stankow, Iwan Zafirow (76. Wassil Romanow), Zwetan Atanasow – Dimitar Jakimow, Iwan Kolew, Asparuch Nikodimow Cheftrainer: Stojan Ormandschiew            |